# Livre animé
Pour les articles homonymes, voir Pop-up (homonymie).

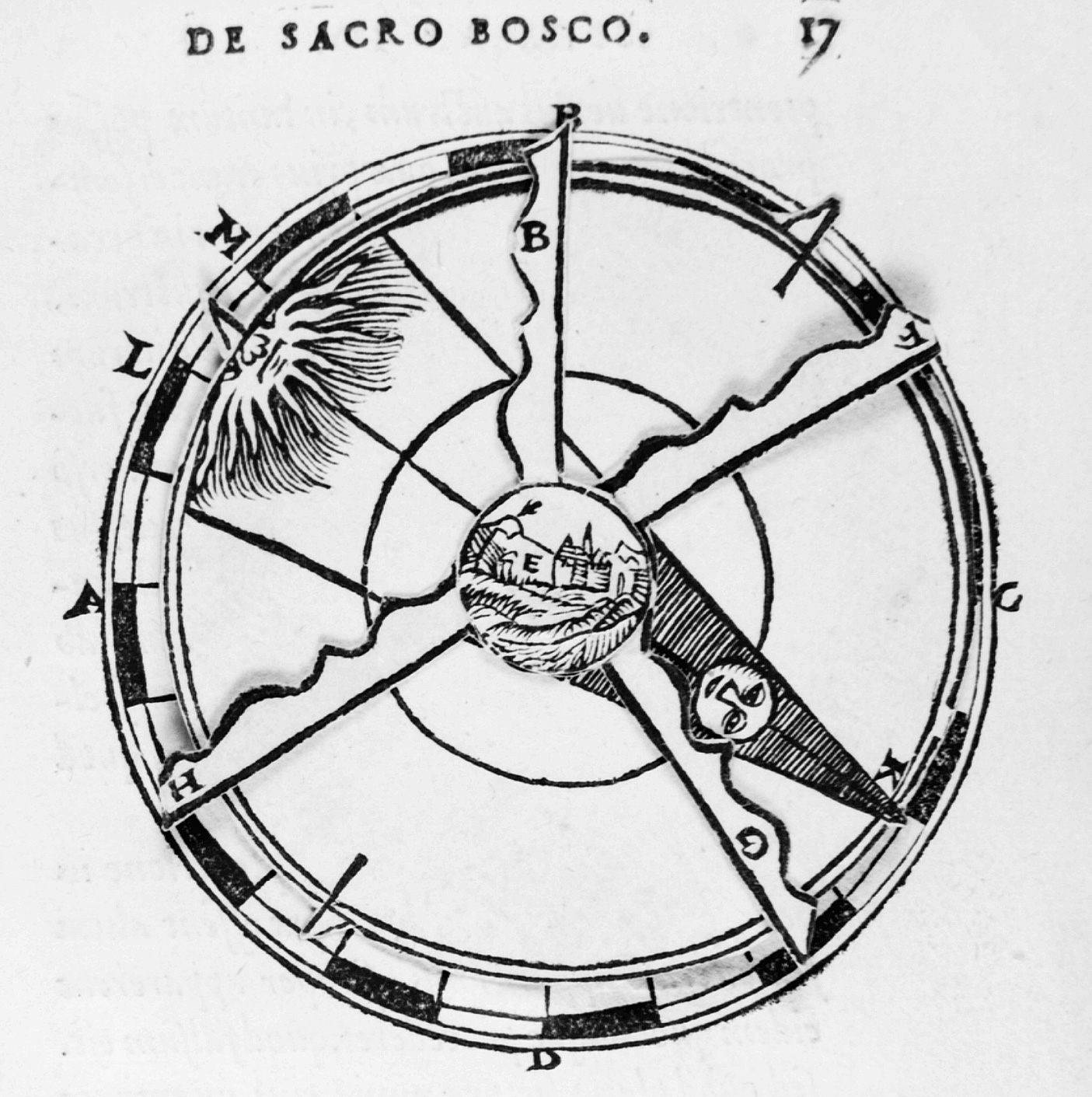
Une volvelle provenant de l'édition du XVI du De sphaera mundi de Johannes de Sacrobosco.

Un livre animé (ou livre à système, parfois désigné sous les anglicismes livre pop-up ou pop-hop) est un livre, généralement destiné aux enfants, dont les pages contiennent des mécanismes développant en volume ou mettant en mouvement certains de leurs éléments.

## Histoire

### Origines
Les premiers livres animés remonteraient au Moyen Âge. Le manuscrit de Joannes de Sacrobosco De sphaera mundi date de 1230. En 1306, c'est Raymond Lulle, philosophe, poète, théologien, missionnaire, apologiste chrétien et romancier majorquin qui introduisit dans un de ses ouvrages une volvelle.
Plus tard, le Liber Cosmographicus de Petrus Apianus (1524) contient aussi de nombreux mécanismes montrant le mouvement des astres. En 1543, c'est le livre d'André Vésale De humani corporis fabrica qui dévoile les secrets du corps humain grâce à des planches superposées.
Un autre ouvrage est célèbre :
- Excellente et facile méthode pour se préparer à une confession générale de toute sa vie, aussi appelée La Confession coupée, du père Christoph Leutbrewer, publiée à Bruxelles chez Frick, en 1677, livre à languettes qu'il suffit de sortir pour indiquer au confesseur le péché commis.

### XIXesiècle: Développement éditorial et structuration du marché

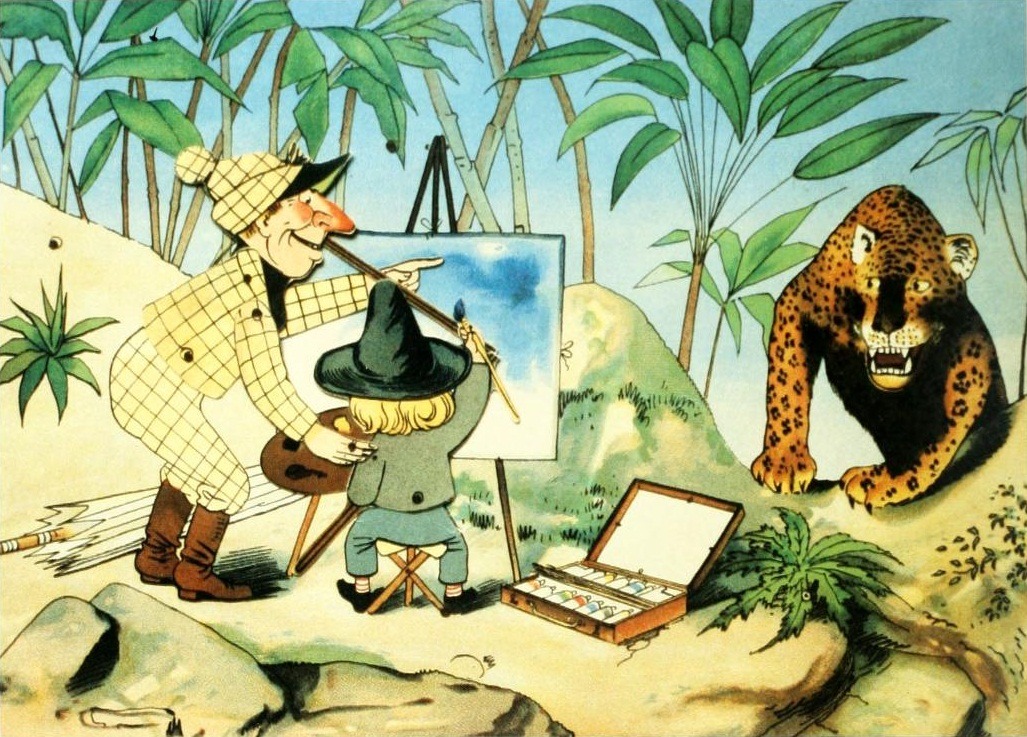
Le Voyage du petit peintre de Lothar Meggendorfer (1891).

C'est à la fin du XVIIIe siècle, qu'apparaissent les premiers livres pour enfants en Angleterre avec les Arlequinades de Robert Sayer. C'est en corrélation avec le développement de cette littérature de jeunesse que des libraires ou marchands de jouets se mettent à produire et à vendre des objets hybrides entre le jouets, le jeu et le livre. La période des étrennes constitue alors un temps forts de la vente de ces objets. Ces derniers sont le plus souvent destinés aux enfants des classes aisées. La production est dans un premier temps assurée par de petits libraires-éditeurs, relieurs ou marchands, domicilié dans les capitales européennes comme Londres, Paris, Vienne, ou bien de centres régionaux importants de l'édition. Leurs productions connaissent des circulations européennes et sont l'occasion de plagiats.
En France, on compte notamment parmi les producteurs de cette première période : Augustin Legrand, A. Nepveu, A. S. Letaille ou encore Louis Janet.
On trouve notamment le libraire H. F. Muller à Vienne et les frères Samuel & Joseph Fuller à Londres.
La plupart de ces éditeurs disparaissent du marché à la fin de la première moitié du XIXe siècle.
À partir du milieu du XIXe siècle, ce type de livres connaît de plus en plus de succès :
- en Grande-Bretagne, d'abord avec la Maison Dean & Son's qui s'affirme progressivement comme l'un des principaux producteurs, puis dans les dernières décennies du XIXe siècle avec les deux éditeurs d'origine allemande : Raphael Tuck, installé à Londres, et Ernest Nister.
- en France, grâce à la Librairie enfantine illustrée de l'éditeur Guérin-Muller reprise ensuite par A. Capendu ;
- en Allemagne, avec Lothar Meggendorfer et l'éditeur Ernest Nister, qui produisit beaucoup pour le marché britannique ;

### XXesiècle
De manière générale, les livres animés ont porté sur l'ensemble des contes pour enfants Le Petit Chaperon rouge, Blanche-Neige, etc., mais aussi sur les nouveaux héros comme Tintin, Astérix et Disney (parus en 1935).
Après la Seconde Guerre mondiale, la production est concentrée en Tchécoslovaquie chez Artia avec Voïtech Kubasta et, en France, chez Lucos, éditeur à Mulhouse. Citons également le pionnier américain John Strejan et les Italiens Bruno Munari et Gian Berto Vanni.
Le livre le plus vendu a été certainement La Maison hantée de Jan Pienkowski, paru en 1979.

### Aujourd'hui
À la fin du XXe et au début du XXIe siècle, les livres animés et les « pop-up » connaissent un renouveau avec :
- des Américains comme Robert Sabuda, Keith Faulkner et sa Grenouille qui avait une grande bouche, David A. Carter avec des livres très modernes comme Un point rouge et Carré jaune ;
- les Français Jacques Duquennoy et son Dîner fantôme, ou Marion Bataille avec son ABC3D, ou encore les éditions Le Vengeur Masqué, qui publient les collections Grand large et À l'intérieur.

## Types d'animations
Les exemples donnés sont loin d'être exhaustifs, le livre animé étant un domaine de l'édition particulièrement propice à la créativité.

### Éléments appartenant à une page

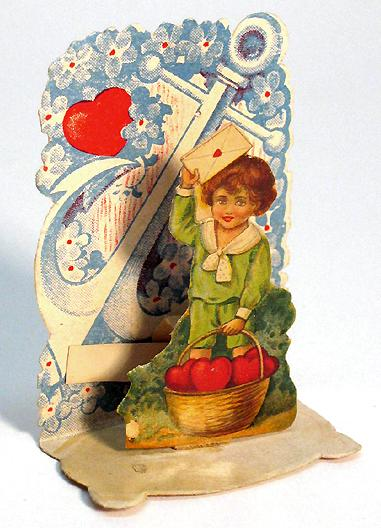
Mécanisme de pop-up d'une carte de la Saint-Valentin.

- Une « fenêtre » ou « trappe » peut être soulevée pour dévoiler un élément caché par le décor (lapin derrière un buisson) ou un changement d'attitude d'un personnage (grenouille assise, grenouille qui saute).
- Un pop-up est à l'origine un élément qui se déploie à l'ouverture de la page (décor qui se met en place, dragon qui déploie ses ailes). Ce mot est devenu plus général et peut aujourd'hui désigner toutes sortes d'animations.
- Une « tirette » actionne le déplacement d'un sujet dans la page, l'ouverture d'une « fenêtre », le remplacement d'un décor par un autre grâce à un système de lamelles ou d'un élément par un autre dans une découpe de la page.
- Une « roue » insérée dans la page dépasse sur un côté et peut être tournée, faisant apparaître dans des découpes de la page des éléments variés, souvent coordonnés (trois découpes montrent successivement les trios jaune-banane-soleil, vert-poire-herbe…).
- Une poche en plastique fixée à la couverture et remplie de liquide contient des sujets qui se déplacent quand on presse dessus.

### Éléments se déplaçant de page en page
- Un sujet peut être attaché au livre par un ruban et accomplir différentes actions à chaque page du livre.
- Un trou peut accueillir le doigt du lecteur, éventuellement décoré d'un petit visage dessiné sur l'ongle, pour devenir un personnage de l'histoire.

### Livres sensoriels
Les « livres sensoriels » (« livres à toucher », « livres à odeurs ») constituent une catégorie à part, tantôt considérée comme faisant partie du livre animé, tantôt vue comme distincte. Les pages de ces livres contiennent des zones faites de matériaux divers, poils pelucheux, toile rêche, velours, plastique mou, surfaces piquantes, collantes, ou des zones diffusant diverses odeurs quand on les frotte avec le doigt. Ils sont généralement destinés aux tout-petits ; l'histoire propose souvent un parcours de découverte en compagnie d'un personnage auquel l'enfant va s'identifier, comme un bébé animal anthropomorphe.

### Folioscope
Le folioscope, couramment nommé en France par l’anglicisme flip book, est un assemblage d'images en carnet destinées à être feuilletées rapidement pour créer l'illusion du mouvement par la persistance rétinienne, et ainsi produire une animation par le simple défilement des pages entre le pouce et l’index.

### Livres pêle-mêle

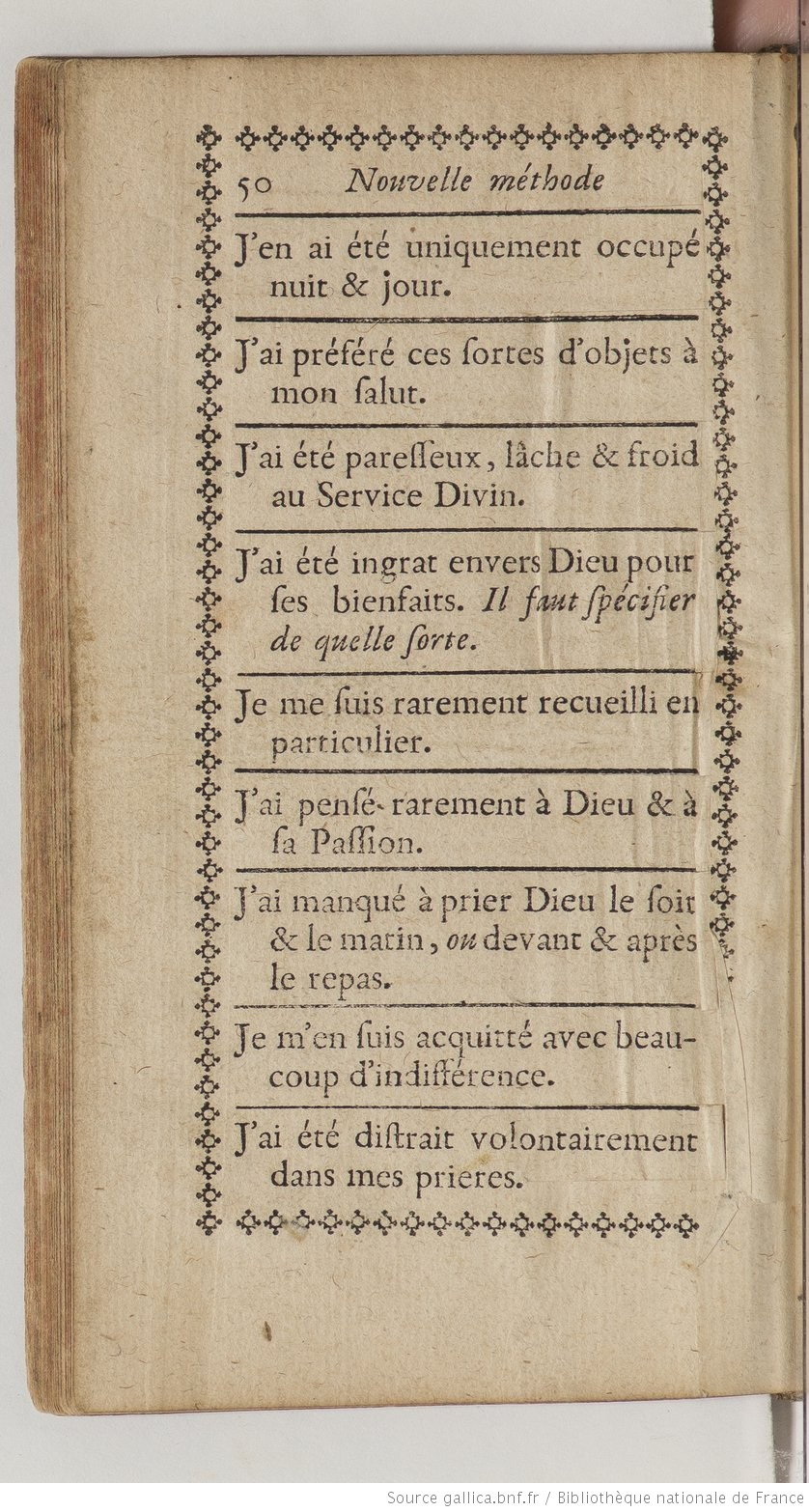
Christoph Leutbrewer, La Confession coupée.

Aussi appelés « méli-mélo » ou « arlequinades », les livres pêle-mêle sont des albums où les pages sont découpées horizontalement et où les différentes parties de ces pages – souvent au nombre de trois – peuvent s'associer entre elles, donnant ainsi de multiples combinaisons. Ce système permet des assemblages comiques ou bien surréalistes, par exemple par la création d'animaux farfelus. C’est un principe ancien. On peut citer La Confession coupée de C. Leutbrewer, datant du XVIIe siècle. Les livres de ce type les plus diffusés ont été ceux relatant l'histoire d'Arlequin, d'où le nom d'« arlequinades ».

### Livres tunnels

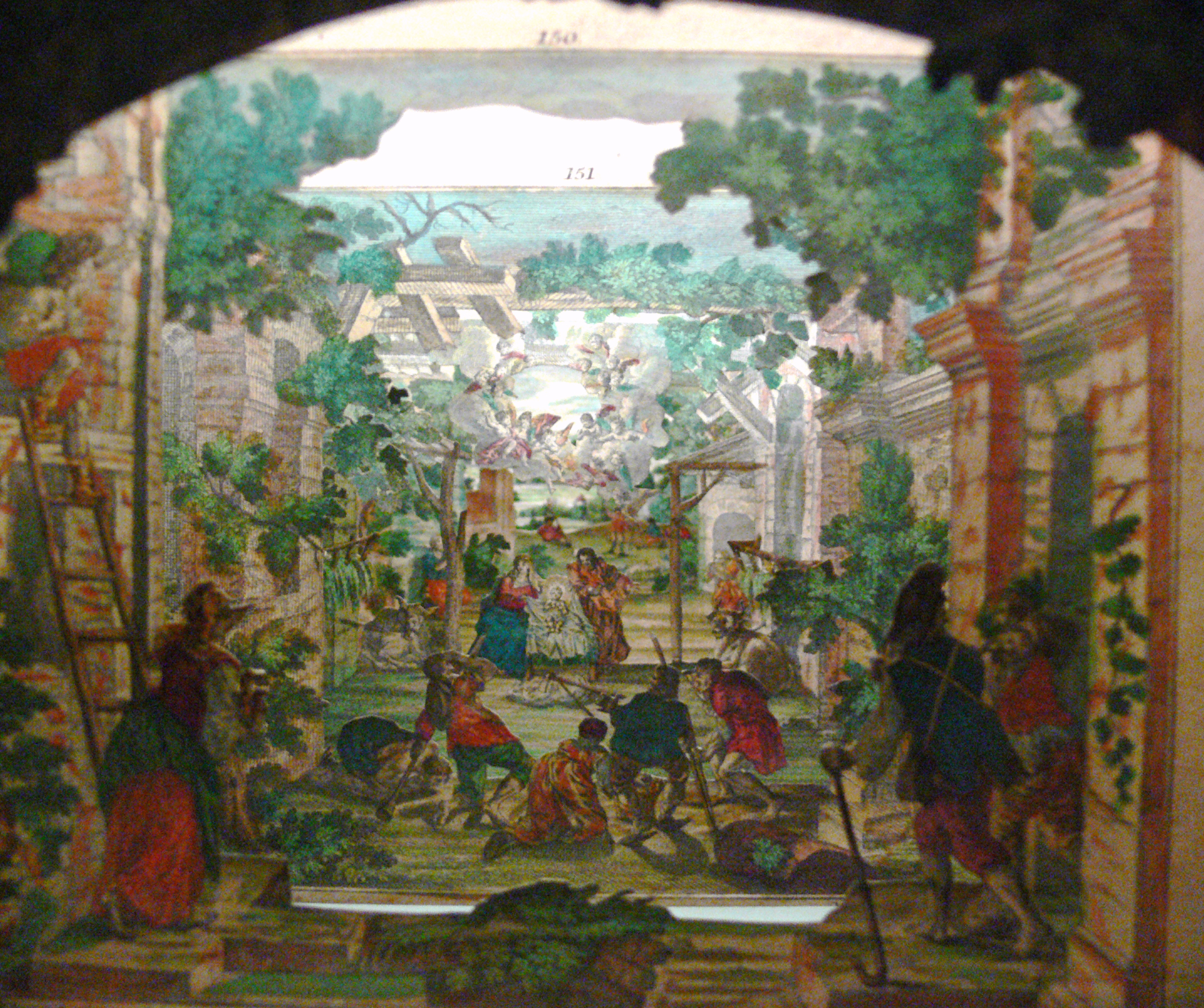
Livre tunnel

Il s’agit d’une succession de plans assemblés par des bandes latérales pliées en accordéon. De format rectangulaire, le nombre de plans est variable. L’intérêt du livre est son aspect théâtral et le fait qu’il se replie facilement permettant une optimisation de l’espace.

### Carrousels
Le carrousel est une forme de livre théâtre. C'est un livre qui s'ouvre à 360° en décrivant un cercle, créant ainsi plusieurs scènes qui s'observent par séquences ou en tournant l'ouvrage sur lui-même. Quand le livre est totalement ouvert, le premier et le dernier plat de couverture se trouvent dos à dos et peuvent être attachés par un ruban. Chaque scène est composée de plusieurs couches de largeurs décroissantes. Chaque couche est composée de feuilles découpées ou de bandes réalisant les décors ou tableaux en relief. La structure générale forme une étoile dont la plus courante est à cinq branches. Les carrousels représentant des maisons de poupées sont assez fréquents.

### Livres à effets d’optiques
On trouve plusieurs systèmes tels que le moirage ou bien les roue optiques qui sont obtenues soit par la juxtaposition de deux faisceaux de droites concourantes, soit par des cercles concentriques.

## Livres d'écrivains ou d'artistes
- Tristan Tzara : La Rose et le Chien, poème perpétuel dont le texte est imprimé sur des volvelles, et illustré par Picasso
- Raymond Queneau : Cent mille milliards de poèmes
- Andy Warhol : Index book de 1967
- Armand Langlois crée en 2010 des livres pop-up géants sur les contes et les légendes.

## Livres érotiques
La production est assez faible.
- Recueil dit des Portes et Fenêtres (Mœurs de Paris, par Arrondissements) inventées par Charles Philipon avec des lithographies coloriées à volets et tirettes par Henry Monnier, Traviès, Devéria, Henri Grévedon, Le Poittevin, etc., vers 1835 ;
- Philippe UG (ou Huger) : xxx rated, 3 volumes, UG Éditions, 1997, 1999 et 2003[4].
- Frank Secka : Sade up, animations de Philippe Huger, Éditions du Rouergue, 2011.

## Récompense
Le prix Meggendorfer a été créé pour récompenser le meilleur livre animé en 1996 par The Movable Book Society, elle-même créée en 1993. Il est attribué tous les deux ans à l'occasion de la réunion de l'association. Il a été attribué à Robert Sabuda en 1998, 2000 et 2002, en 2006 à David A. Carter, et en 2010 à Marion Bataille.